# Bourmont-entre-Meuse-et-Mouzon
Bourmont-entre-Meuse-et-Mouzon est une commune nouvelle française située dans le département de la Haute-Marne, en région Grand Est.
Elle a été créée le 1er juin 2016 à la suite de l'arrêté du 23 mai 2016 publié au JORF du 20 juillet 2016 en lieu et place des communes de Bourmont et de Nijon, canton de Poissons, arrondissement de Chaumont.
Nota : l'arrêté préfectoral utilisait la graphie « Bourmont entre Meuse et Mouzon », graphie non conforme aux règles de typographie française, graphie corrigée dans l'édition 2017 du Code officiel géographique.
À la suite de l'arrêté du 18 septembre 2018, publié au JORF du 20 novembre 2018 et portant création de la commune nouvelle de Bourmont-entre-Meuse-et-Mouzon, l'intégration de la commune de Goncourt fait passer la population de 563 à 827 habitants (Chiffres 2015).

## Géographie

### Localisation
Bourmont est à 43 km au nord-est de Chaumont.

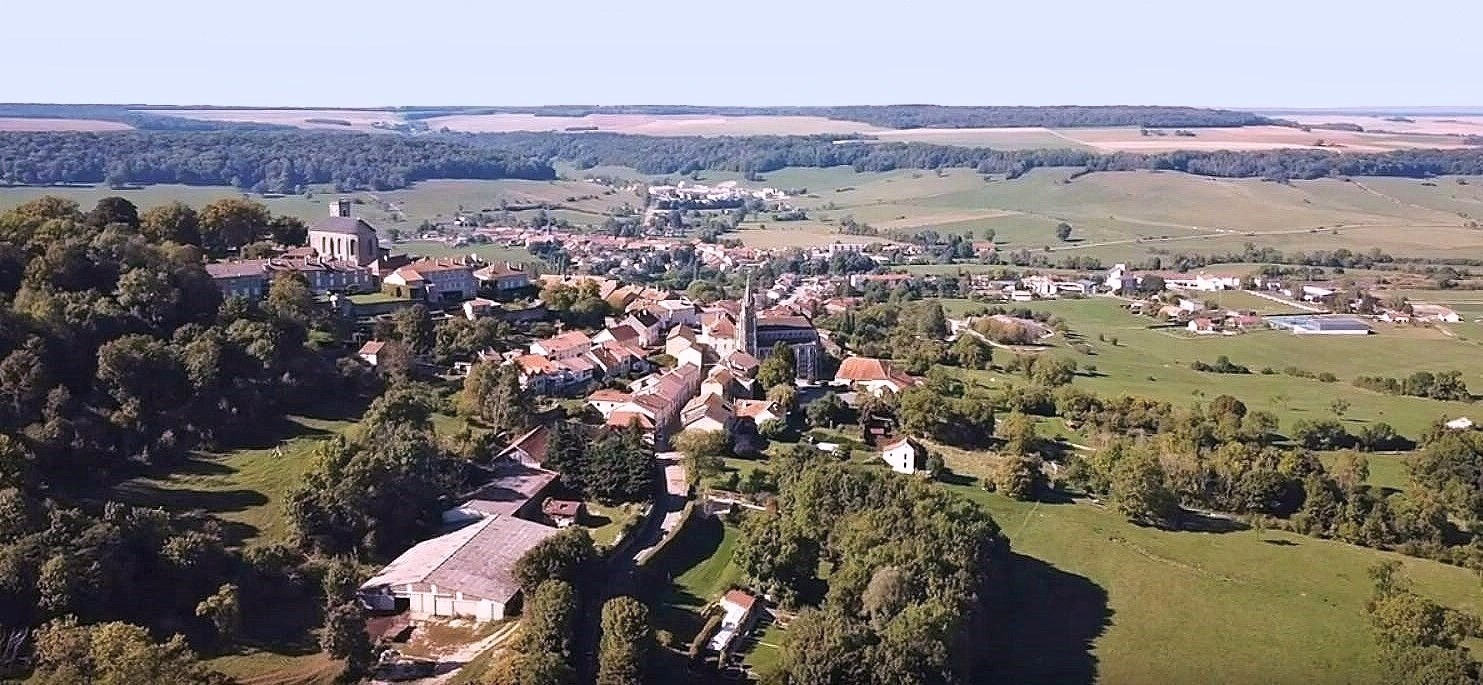
Vue générale

### Communes limitrophes
| Saint-Thiébault Illoud | Harréville-les-Chanteurs       | Sommerécourt Vaudrecourt |
|                        | Bourmont-entre-Meuse-et-Mouzon | Soulaucourt-sur-Mouzon   |
| Bourg-Sainte-Marie     | Brainville-sur-Meuse           | Graffigny-Chemin         |

### Hydrographie
La commune est dans le bassin versant de la Meuse au sein du bassin Rhin-Meuse. Elle est drainée par la Meuse, le Mouzon, le ruisseau de la Prairie, le ruisseau d'Illoud et le ruisseau le Morde,.
Les caractéristiques hydrologiques de la Meuse sont données par la station hydrologique située sur la commune. Le débit moyen mensuel est de 3,93 m3/s. Le débit moyen journalier maximum est de 132 m3/s, atteint lors de la crue du 30 décembre 2001. Le débit instantané maximal est quant à lui de 269 m3/s, atteint le même jour.

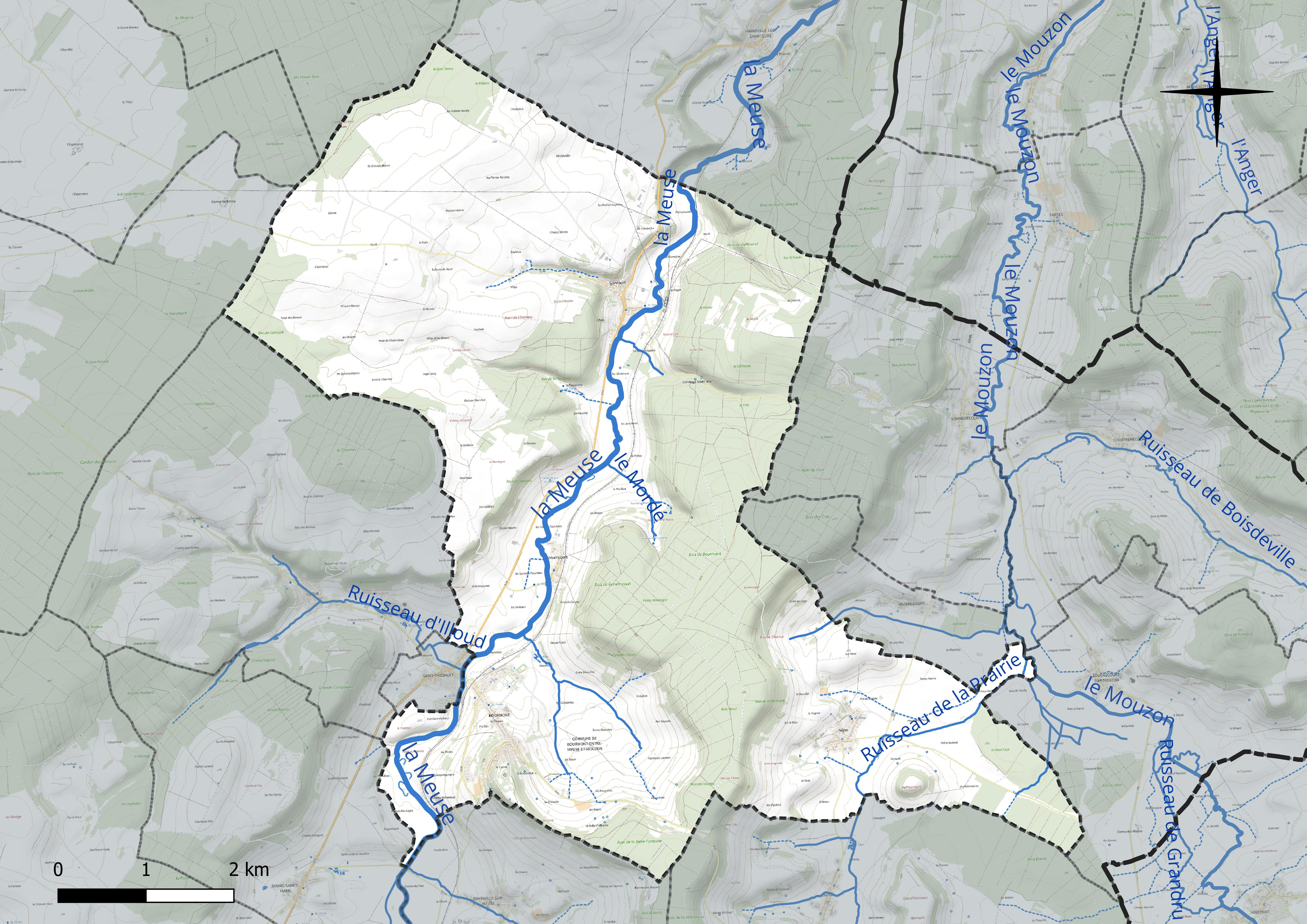
Réseau hydrographique de Bourmont-entre-Meuse-et-Mouzon.

Le Mouzon, d'une longueur de 63,3 km, prend sa source dans la commune de Serocourt et se jette  dans la Meuse à Neufchâteau, après avoir traversé 21 communes. Les caractéristiques hydrologiques du Mouzon sont données par la station hydrologique située sur la commune. Le débit moyen mensuel est de 2,05 m3/s. Le débit moyen journalier maximum est de 60,6 m3/s, atteint lors de la crue du 30 décembre 2001. Le débit instantané maximal est quant à lui de 134 m3/s, atteint le même jour.

### Climat
Pour des articles plus généraux, voir Climat du Grand Est et Climat de la Haute-Marne.
En 2010, le climat de la commune est de type climat de montagne, selon une étude du Centre national de la recherche scientifique s'appuyant sur une série de données couvrant la période 1971-2000. En 2020, Météo-France publie une typologie des climats de la France métropolitaine dans laquelle la commune est exposée à un climat océanique altéré et est dans la région climatique Lorraine, plateau de Langres, Morvan, caractérisée par un hiver rude (1,5 °C), des vents modérés et des brouillards fréquents en automne et hiver.
Pour la période 1971-2000, la température annuelle moyenne est de 9,4 °C, avec une amplitude thermique annuelle de 16,8 °C. Le cumul annuel moyen de précipitations est de 1 017 mm, avec 13,4 jours de précipitations en janvier et 9 jours en juillet. Pour la période 1991-2020, la température moyenne annuelle observée sur la station météorologique de Météo-France la plus proche, « St Ouen-les-parey_sapc », sur la commune de Saint-Ouen-lès-Parey à 13 km à vol d'oiseau, est de 10,0 °C et le cumul annuel moyen de précipitations est de 806,8 mm. 
La température maximale relevée sur cette station est de 39,4 °C, atteinte le 25 juillet 2019 ; la température minimale est de −22 °C, atteinte le 20 décembre 2009,,.
Les paramètres climatiques de la commune ont été estimés pour le milieu du siècle (2041-2070) selon différents scénarios d'émission de gaz à effet de serre à partir des nouvelles projections climatiques de référence DRIAS-2020. Ils sont consultables sur un site dédié publié par Météo-France en novembre 2022.

## Urbanisme

### Typologie
Au 1er janvier 2024, Bourmont-entre-Meuse-et-Mouzon est catégorisée commune rurale à habitat dispersé, selon la nouvelle grille communale de densité à sept niveaux définie par l'Insee en 2022.
Elle est située hors unité urbaine et hors attraction des villes,.

## Toponymie
Le nom de la localité est attesté sous les formes Bolmont, Bolmunt (1122) ; Bormont (vers 1172) ; Borimons (1178) ; Bormunt (1245) ; Bourmont (1249-1252) ; Ecclesia de Bourmonte (1402) ; Christianitas Bormontis (1451).

Entre le fleuve la Meuse et la rivière la Mouzon.

## Histoire
Il convient de se reporter aux articles consacrés aux anciennes communes fusionnées.

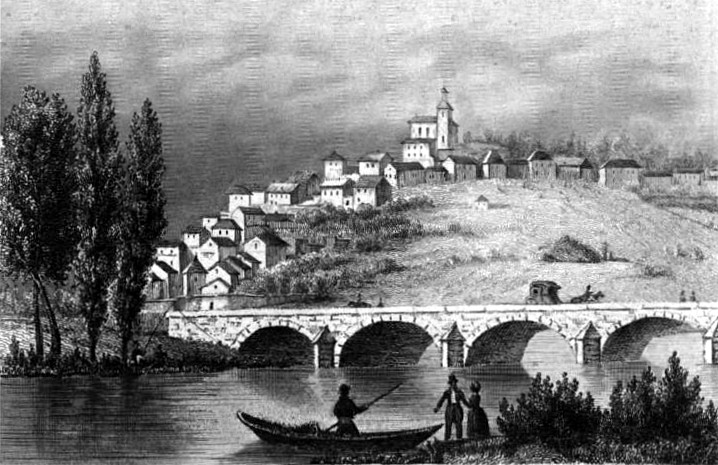
Gravure de Bourmont en 1838.

## Politique et administration

### Composition
La commune nouvelle est formée par la réunion de 3 anciennes communes : Bourmont et Nijon le 1er juin 2016 puis extension avec Goncourt le 1er janvier 2019.
Le 1er janvier 2020, l'ancienne commune Gonaincourt, qui avait été rattachée à celle de Bourmont sous le régime de la fusion-association du 1er février 1973 au 1er juin 2016, prend le statut de commune déléguée de la commune nouvelle de Bourmont-entre-Meuse-et-Mouzon.
| Nom              | Code Insee | Intercommunalité                       | Superficie (km2) | Population (dernière pop. légale) | Densité (hab./km2) |
| ---------------- | ---------- | -------------------------------------- | ---------------- | --------------------------------- | ------------------ |
| Bourmont (siège) | 52064      | CC de Bourmont, Breuvannes, Saint-Blin | 16,07            | 493 (2014)                        | 31                 |
| Nijon            | 52351      | CC de Bourmont, Breuvannes, Saint-Blin | 7,71             | 83 (2014)                         | 11                 |
| Goncourt         | 52225      | CC Meuse Rognon                        | 18,77            | 268 (2014)                        | 14                 |
| Gonaincourt      | ?????      |                                        |                  |                                   |                    |

### Liste des maires
| Période | Période  | Identité             | Étiquette | Qualité          |
| ------- | -------- | -------------------- | --------- | ---------------- |
| 2016    | En cours | Jonathan Haselvander | SOC       | Visiteur Médical |

## Population et société

### Démographie
L'évolution du nombre d'habitants est connue à travers les recensements de la population effectués dans la commune depuis sa création.

En 2022, la commune comptait 751 habitants, en évolution de +35,32 % par rapport à 2016 (Haute-Marne : −4,62 %, France hors Mayotte : +2,11 %).
| 2015 | 2020 | 2022 |
| ---- | ---- | ---- |
| 563  | 770  | 751  |

## Économie
Il convient de se reporter aux articles consacrés aux anciennes communes fusionnées.

## Culture locale et patrimoine
- L'église Notre-Dame de Bourmont
- Le Parc des Roches classé jardin remarquable en 2014.

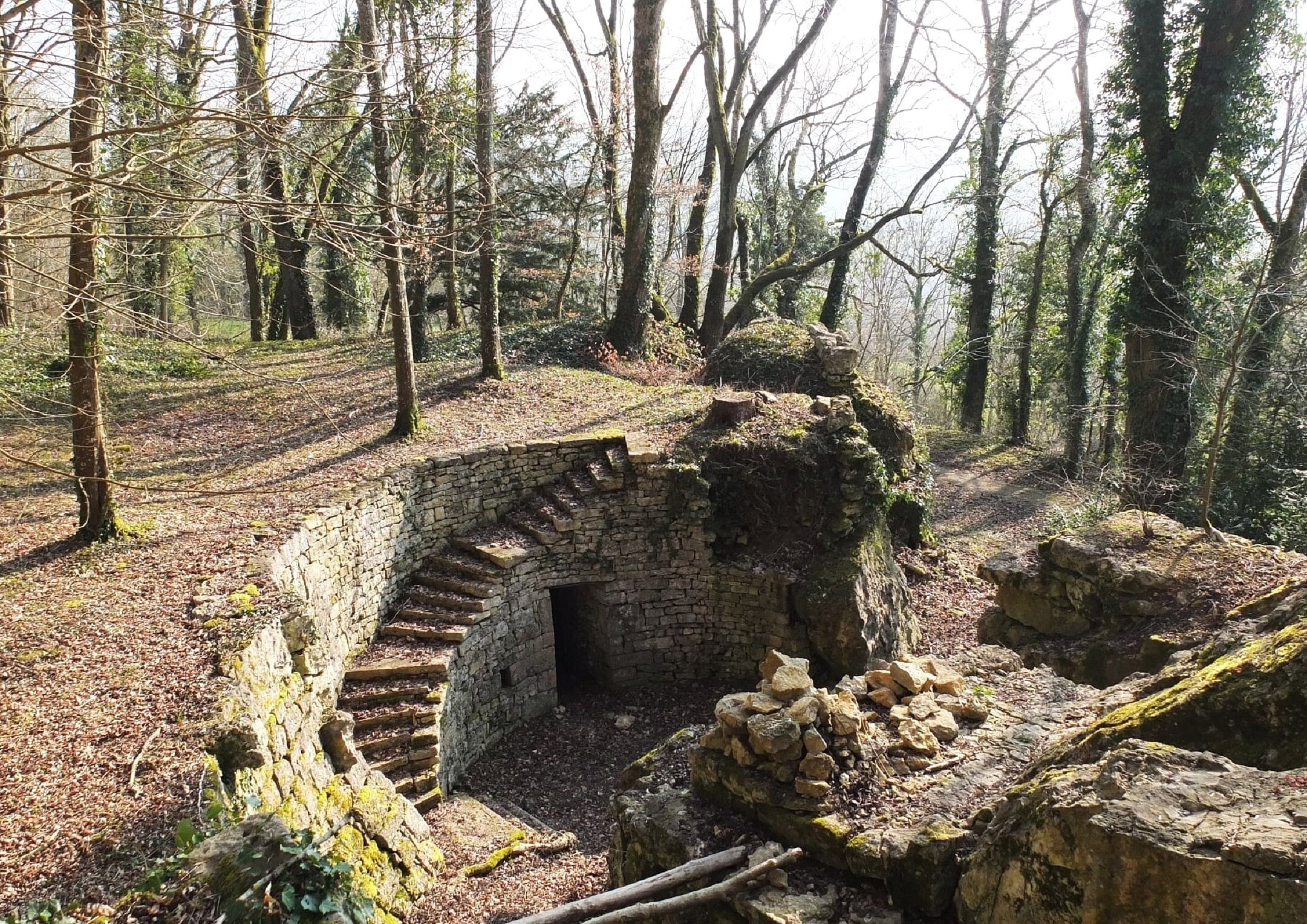
Le parc des Roches de Bourmont
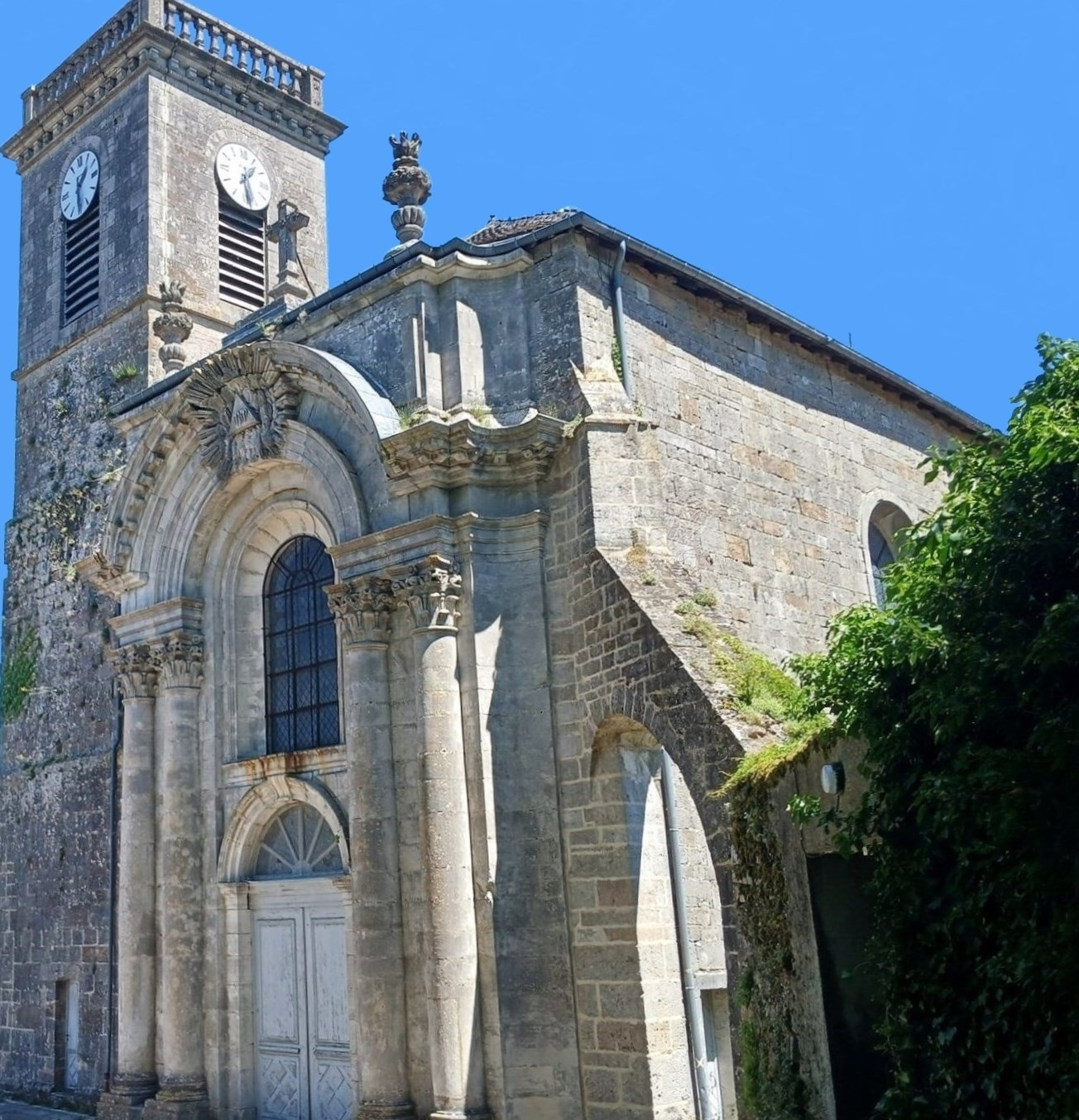
L'église Notre-Dame
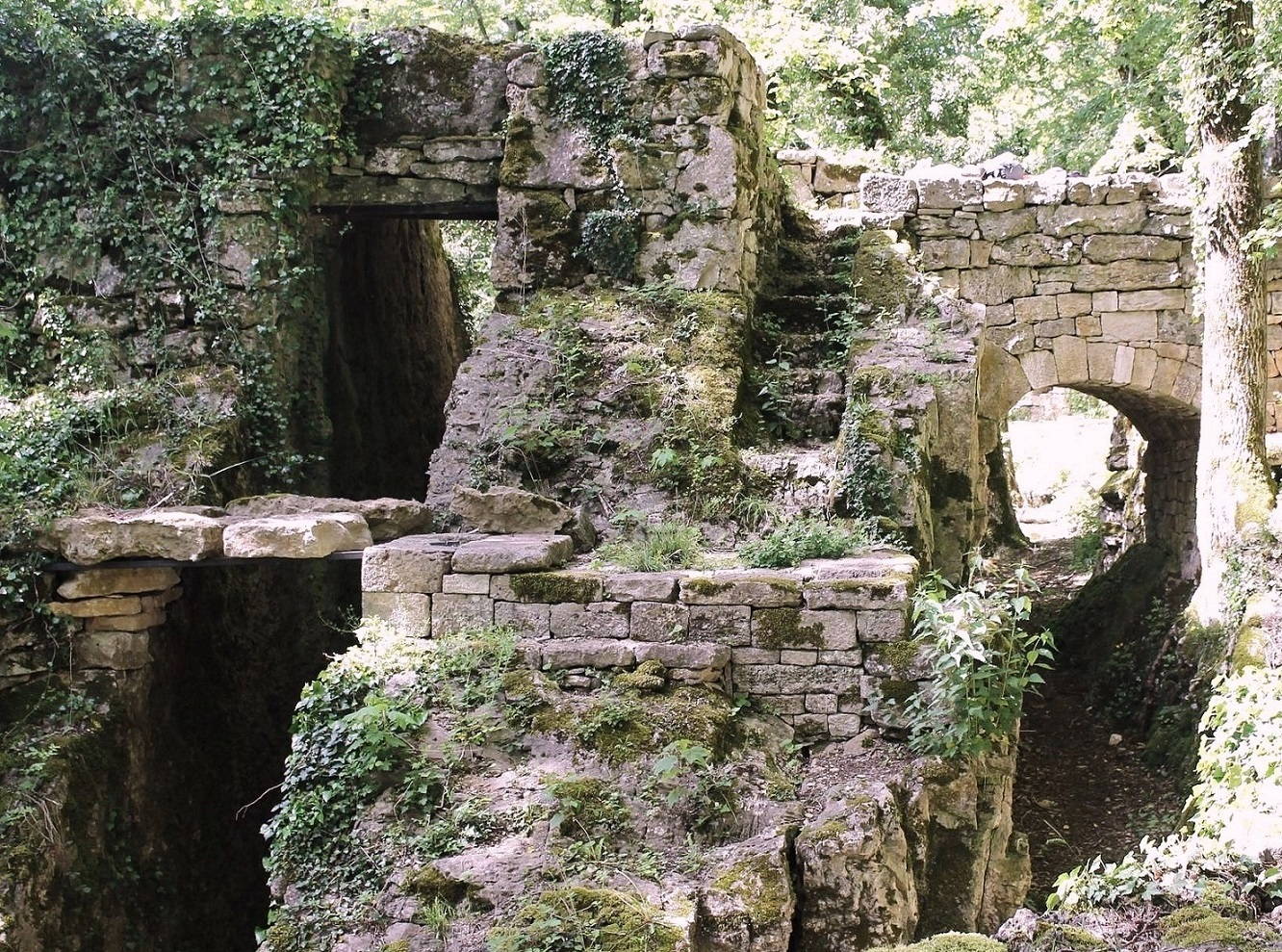
Le parc des Roches